# Vrystaat-stadion
Het Vrystaat-stadion (Engels: Free State Stadium), voorheen ook wel bekend als Vodacom Park Stadium, is gelegen in Bloemfontein, Zuid-Afrika. Het wordt zowel voor rugby als voetbal gebruikt.
Ter voorbereiding van het wereldkampioenschap voetbal 2010 werd er een tweede ring bijgebouwd. Daarmee kwam de capaciteit boven de 40.000 personen te liggen.

## WK-interlands
| № | Datum        | Wedstrijd               | Uitslag | Competitie               | Toeschouwers |
| - | ------------ | ----------------------- | ------- | ------------------------ | ------------ |
| 1 | 14 juni 2010 | Japan – Kameroen        | 1 – 0   | WK 2010 – Groep E        | 30.620       |
| 2 | 17 juni 2010 | Griekenland – Nigeria   | 2 – 1   | WK 2010 – Groep B        | 31.593       |
| 3 | 20 juni 2010 | Slowakije – Paraguay    | 0 – 2   | WK 2010 – Groep F        | 26.643       |
| 4 | 22 juni 2010 | Frankrijk – Zuid-Afrika | 1 – 2   | WK 2010 – Groep A        | 39.415       |
| 5 | 25 juni 2010 | Zwitserland – Honduras  | 0 – 0   | WK 2010 – Groep H        | 28.042       |
| 6 | 27 juni 2010 | Duitsland – Engeland    | 4 – 1   | WK 2010 – Achtste finale | 40.510       |

Soccer City (Johannesburg) · Groenpuntstadion (Kaapstad) · Nelson Mandelabaaistadion (Port Elizabeth) · Moses Mabhidastadion (Durban) · Ellispark (Johannesburg)· Vrystaat-stadion (Bloemfontein) · Loftus Versfeld (Pretoria) · Royal Bafokengstadion (Rustenburg) · Mbombelastadion (Nelspruit) · Peter Mokabastadion (Pietersburg)